# Lista światowego dziedzictwa UNESCO w Mikronezji
Lista światowego dziedzictwa UNESCO w Mikronezji – lista miejsc w Mikronezji wpisanych na listę światowego dziedzictwa UNESCO, ustanowionej na mocy Konwencji w sprawie ochrony światowego dziedzictwa kulturowego i naturalnego, przyjętej przez UNESCO na 17. sesji w Paryżu 16 listopada 1972 i ratyfikowanej przez Mikronezję 22 lipca 2002 roku.
Obecnie (stan na 2020 rok) na liście znajduje się jeden obiekt o charakterze dziedzictwa kulturowego.
Na mikronezyjskiej liście informacyjnej UNESCO – liście obiektów, które Mikronezja zamierza rozpatrzyć do zgłoszenia do wpisu na listę światowego dziedzictwa, znajduje się 1 obiekt (stan na 2020 rok).

## Obiekty na liście światowego dziedzictwa UNESCO
Poniższa tabela przedstawia mikronezyjskie wpisy na liście światowego dziedzictwa UNESCO:
Nr ref. – numer referencyjny UNESCO;
Obiekt – polskie tłumaczenie nazwy wpisu na liście wraz z jej angielskim oryginałem;
Położenie – miasto, stan, region; współrzędne geograficzne;
Typ – klasyfikacja według Komitetu Światowego Dziedzictwa:
- kulturowe (K),
- przyrodnicze (P),
- kulturowo–przyrodnicze (K,P);

Rok wpisu – roku wpisu na listę;
Opis – krótki opis wpisu wraz z informacjami o jego zagrożeniu.
     † zagrożone
| Nr ref. | Obiekt | Zdjęcie | Położenie                                              | Typ                | Rok  | Opis |
| ------- | --- | ------- | ------------------------------------------------------ | ------------------ | ---- | --- |
| 1503    | Nan Madol – ośrodek ceremonialny wschodniej Mikronezji Nan Madol: Ceremonial Centre of Eastern Micronesia |         | Stan Pohnpei 6°51′00″N 158°13′00″E/6,850000 158,216667 | K (i)(iii)(iv)(vi) | 2016 | Wpis na listę obejmuje ruiny megalitycznego miasta położonego na ponad 100 sztucznych wysepkach. Są one zbudowane z bazaltowych głazów oraz koralowych otoczaków. W 2016 roku został umieszczony na liście obiektów zagrożonych z uwagi na zamulenie powodujące niekontrolowany rozrost namorzyn blokujących kanały. |

## Obiekty na mikronezyjskiej liście informacyjnej UNESCO
Poniższa tabela przedstawia obiekty na mikronezyjskiej liście informacyjnej UNESCO:
Nr ref. – numer referencyjny UNESCO;
Obiekt – polskie nazwa obiektu wraz z jej angielskim oryginałem na mikronezyjskiej liście informacyjnej;
Położenie – miasto, stan; współrzędne geograficzne;
Typ – klasyfikacja według zgłoszenia:
- kulturowe (K),
- przyrodnicze (P),
- kulturowo–przyrodnicze (K,P);

Rok wpisu – roku wpisu na listę informacyjną;
Opis – krótki opis obiektu wraz z informacjami o jego zagrożeniu.
| Nr ref. | Obiekt                                        | Zdjęcie | Położenie                                          | Typ                | Rok  | Opis |
| ------- | --------------------------------------------- | ------- | -------------------------------------------------- | ------------------ | ---- | --- |
| 1994    | Kamienie rai Yapese Disk Money Regional Sites |         | Stan Yap 9°31′12″N 138°07′12″E/9,520000 138,120000 | K (i)(ii)(iii)(iv) | 2004 | Dawny kamienny pieniądz o kształcie dużych dysków, których ciężar niekiedy przekraczał 5 ton. Zbudowane są głównie z aragonitu i kalcytu. Pomimo że ich wyrobu zaprzestano w 1931 roku, do dziś możliwa jest wymiana handlowa z ich użyciem. |